# LARC-LX
 (mai 2022).
 (avril 2025).
Si vous disposez d'ouvrages ou d'articles de référence ou si vous connaissez des sites web de qualité traitant du thème abordé ici, merci de compléter l'article en donnant les références utiles à sa vérifiabilité et en les liant à la section « Notes et références ».

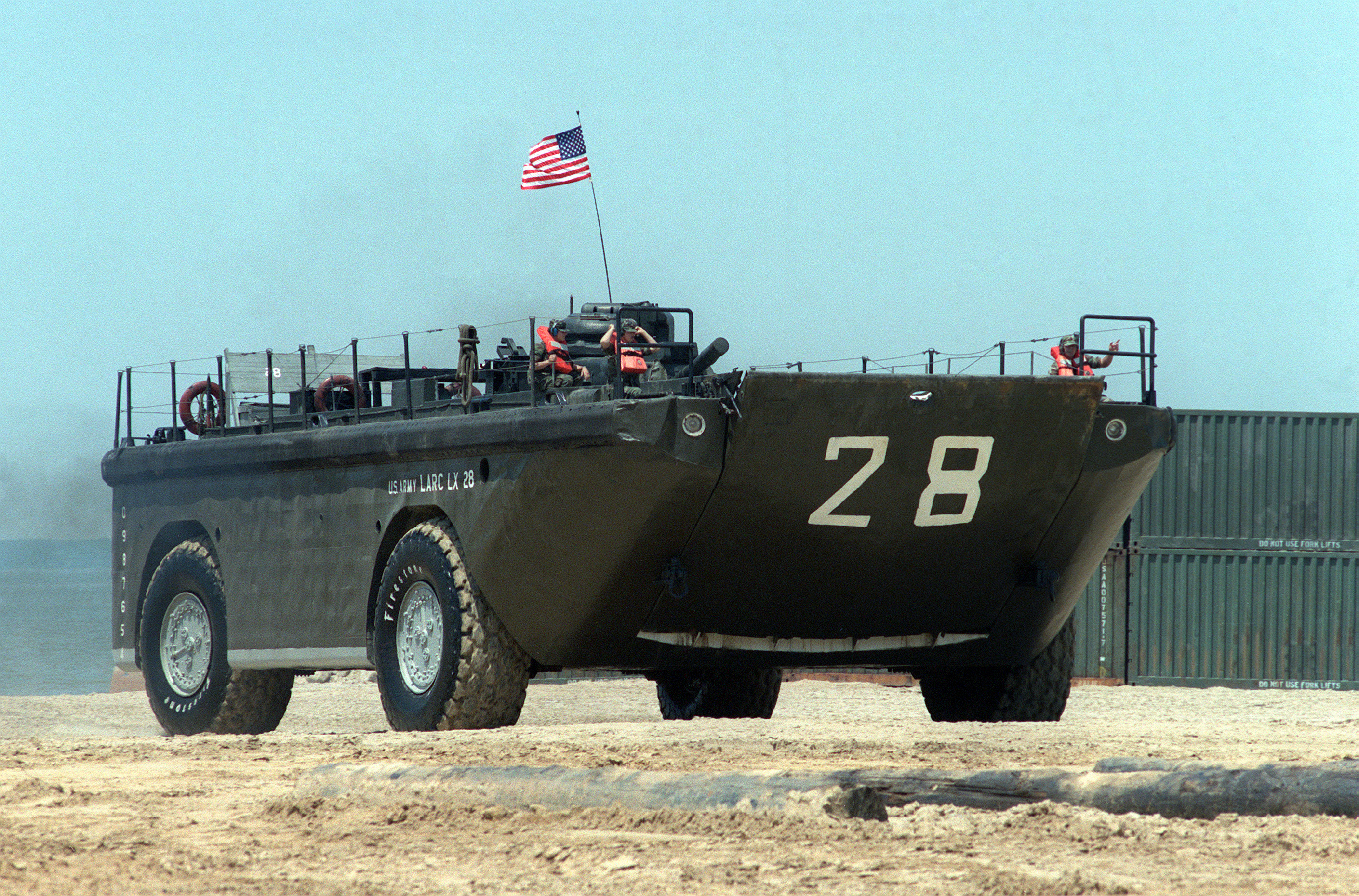
LARC-LX.

Le LARC-LX (Lighter, Amphibious Resupply, Cargo, 60 ton), ou comme il était initialement désigné BARC (Barge, Amphibious Resupply, Cargo), est un véhicule amphibie de transport à coque en acier.

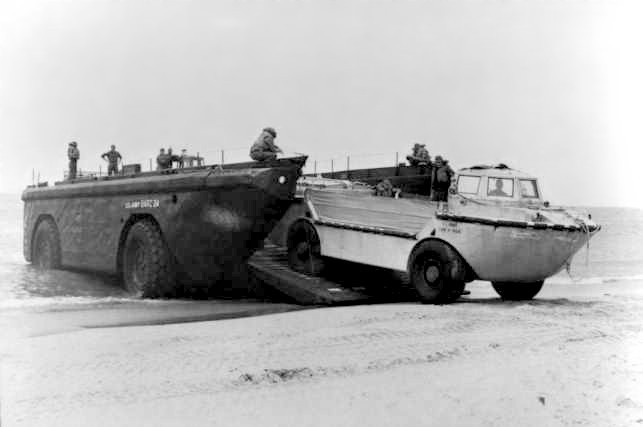
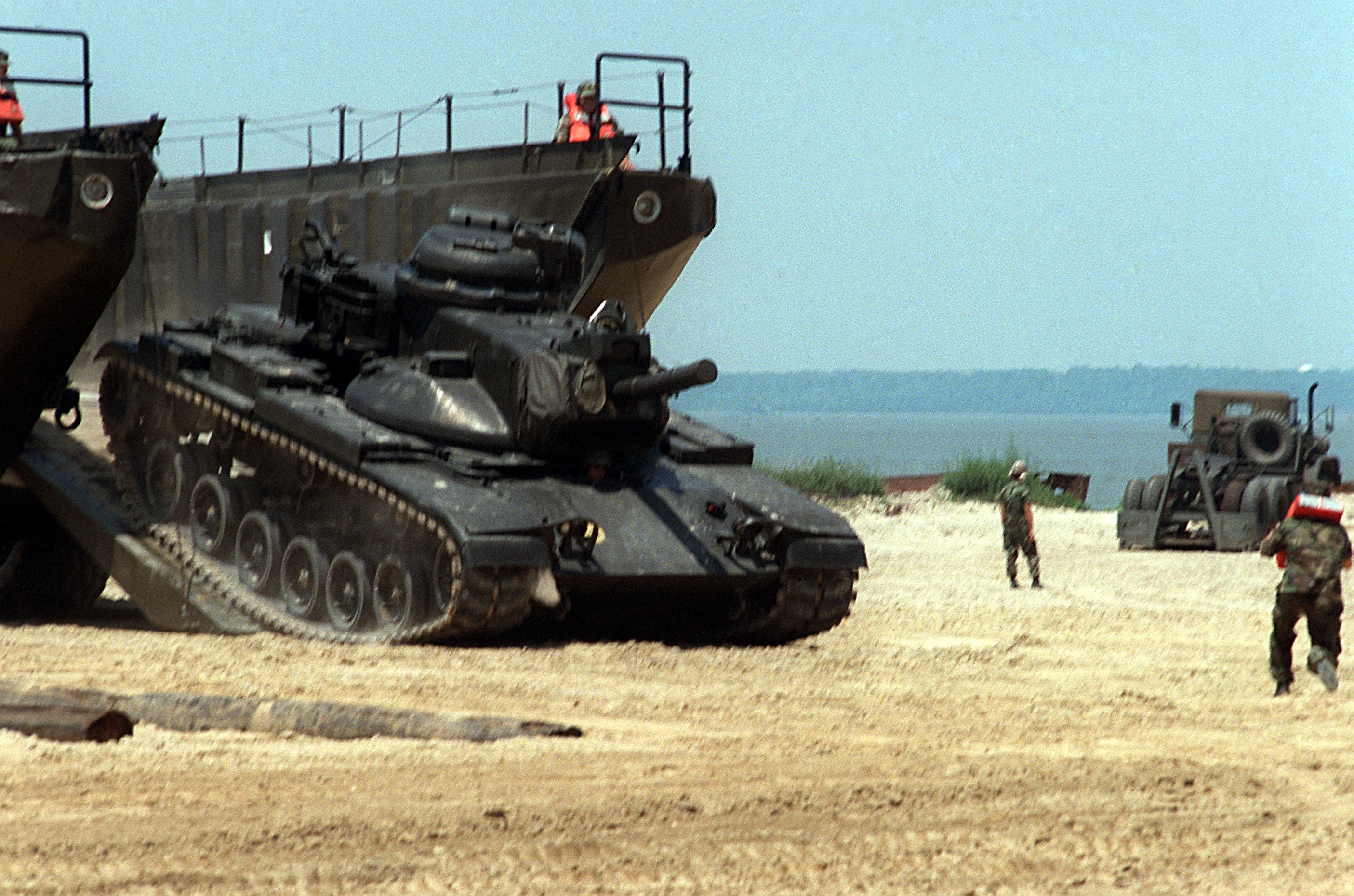
Débarquement d'un M60 Patton.
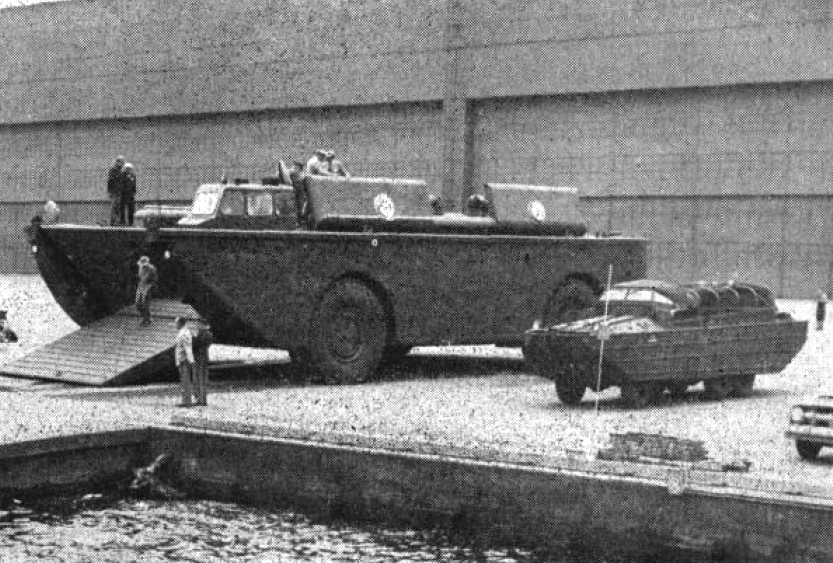
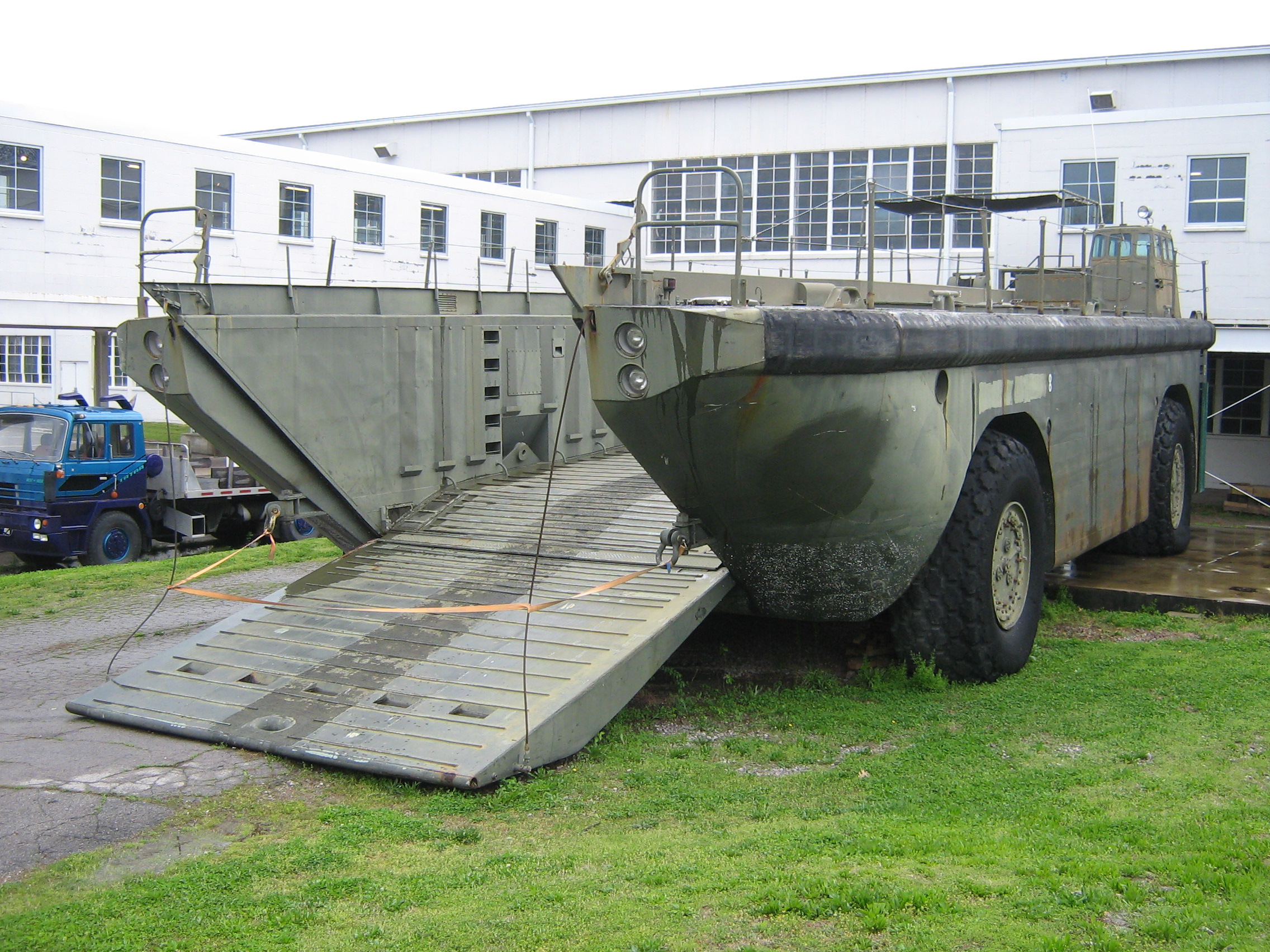
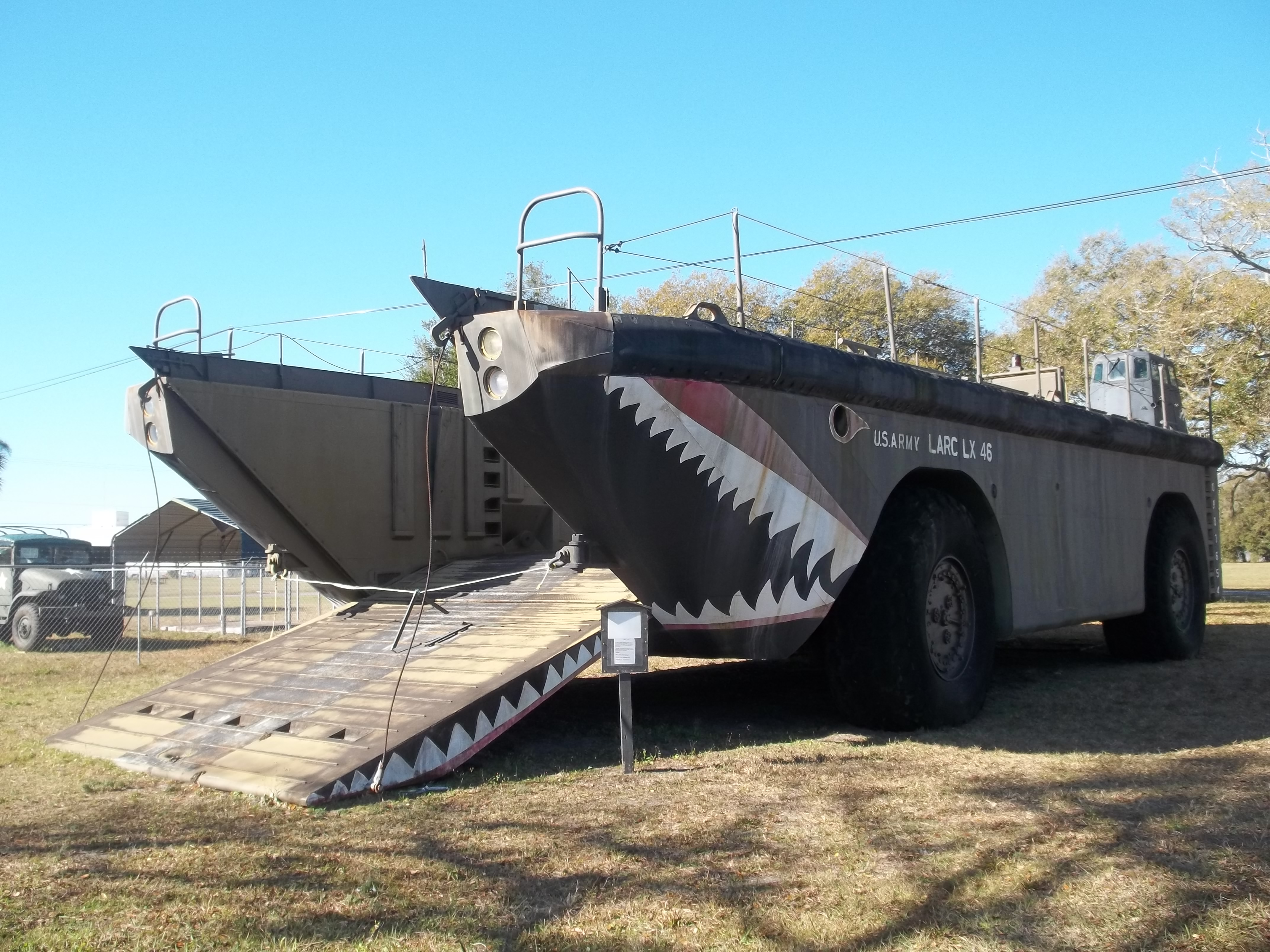
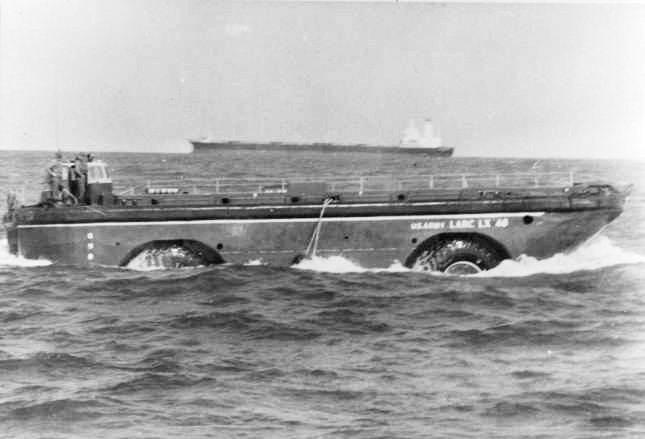